# جيمس سيريوس بوتر
جيمس سيريوس بوتر (بالإنجليزية: James Sirius Potter)‏ هو الابن الأكبر للساحر هاري بوتر، ذُكر في الجزء الأخير من السلسة تحت عنوان (هاري بوتر ومقدسات الموت) من تأليف الكاتبة البريطانية جي كي رولينغ، كما ظهر في آخر لقطة من فلم هاري بوتر ومقدسات الموت 2. أطلق هاري بوتر على ابنه هذا الاسم تكريماً للساحرين جيمس بوتر وسيرياس بلاك.